# Бида
Би́да (араб. بدعة‎, мн. ч. بدع‎), в исламе — новшество, нововведение.

## Этимология
В арабско-русском словаре Харлампия Баранова приводятся следующие значения слова араб. بدعة‎ («бида»):
1. новшество, нововведение; новинка;
2. религиозное: ересь.

## История понятия
Представление о бида сложилось в антиомейядской оппозиционной среде, прежде всего у шиитов и хариджитов, обвинявших халифа Усмана в разного рода «нововведениях» — мероприятиях, противоречащих, с их точки зрения, словам и поступкам пророка Мухаммеда. В дальнейшем это понятие получило широкое распространение и употребление в полемической и доксографической литературе уже в значении «порочное представление», «заблуждение». Понятие «бида» не имело чётких границ: одно и то же действие или суждение представители разных школ описывали то как «недозволенное новшество» или «заблуждение» («…каждое нововведение есть заблуждение»), то как «правоверие», освящённое авторитетом Корана и сунны. Так представления о свободе человеческой воли, которые проповедовал, например, Гайлан ад-Димашки (казнён около 740 года), одними богословами принимались, а другими отвергались как «недозволенное новшество». И сторонники и противники антропоморфизма, ссылаясь на Коран, обвиняли друг друга в «заблуждении». Ещё в большей степени это относилось к эсхатологическим представлениям мусульман (к вопросу о переселении душ, лицезрению Аллаха, теме ада и рая и другим).